# Dějiny islámu

Expanze islámského chalífátu v letech 622–750

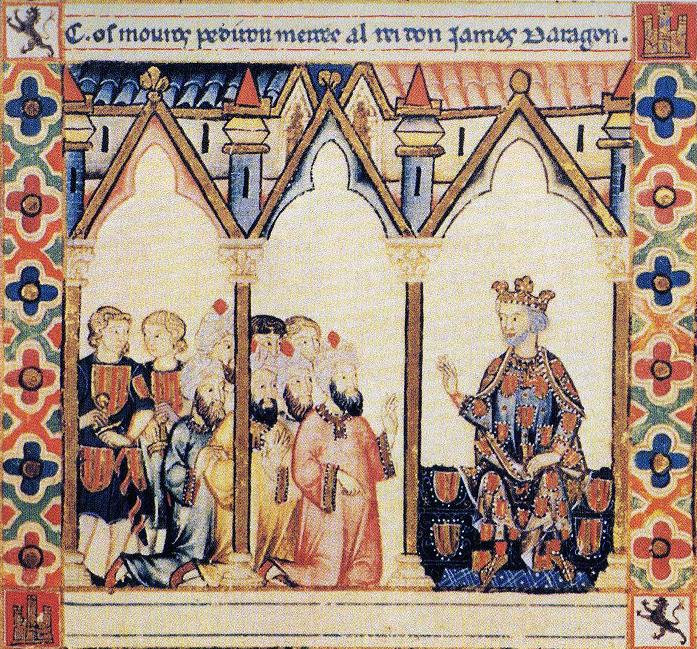
Maurští poddaní krále Jakuba I. Aragonského. Potomci Maurů Moriskové byli vyhnáni ze Španělska na počátku 17. století

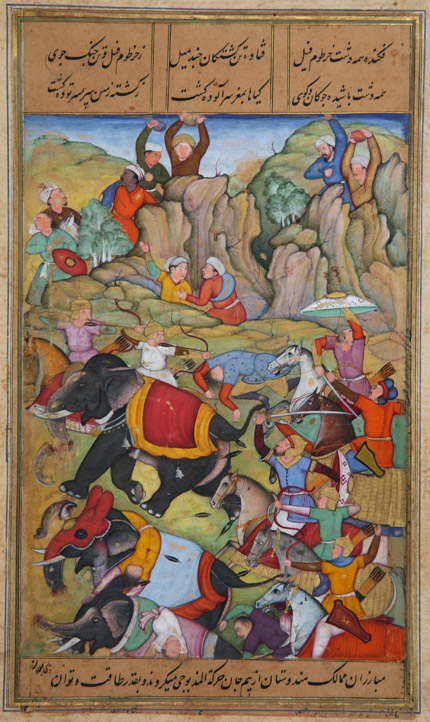
Tamerlán vítězí v bitvě o Dillí. Při jeho výbojích a válkách proti nevěřícím zahynuly miliony lidí.

Počátky islámu jsou spojeny s působením arabského proroka Mohameda († 632) na Arabském poloostrově. Klíčová událost je tzv. hidžra roku 622, kdy Mohamed se svými přívrženci přesídlil z Mekky do Medíny. Islám se do počátku 8. století rychle rozšířil do velké části Středomoří islámskou expanzí – vojenských výbojů arabských vyznavačů islámu. V čele ummy, obce muslimů, po smrti Mohameda stanuli chalífové, kteří byli zprvu voleni. Již zde došlo k rozkolu islámu na přívržence chalífů pokrevně spřízněných s prorokem (šíité) a většinové sunnity. Později v čele chalífátu stanuli členové rodu Umajjovců (661–750) sídlící v Damašku a Abbásovců (750–1258), kteří přesídlili do Bagdádu. Odstředivé tendence v rámci rozsáhlé islámské oblasti se také projevily například vyhlášením samostatného córdobského chalífátu na Pyrenejském poloostrově nebo chalífátu fátimovského v severní Africe (Maghreb). Do uspořádání muslimského světa dále v 11. století zasáhl turkický rod Seldžuků, kteří prosadili nejvyššího světského panovníka, sultána (obdobu křesťanského císaře), zatímco pravomoci chalífy byly omezeny na oblast duchovní.
V období od 11. do 15. století se islámský svět již nevyznačoval tolik expanzivní dynamikou a formovaly jej rozhodujícím způsobem nearabské vlivy. V západním Středomoří po rozpadu Córdobského chalífátu to bylo postupné dobývání Pyrenejského poloostrova křesťanskými vojsky (jimi nazývaná reconquista, znovudobývání), kterému nezabránilo ani sjednocení oblasti pod vládou berberských Almorávidů a Almohadů. V Egyptě, Sýrii a přilehlých oblastech po Fátimovcích převzal vládu kurdský Saladin, zakladatel dynastie Ajjúbovců, které v polovině 13. století vystřídal Mamlúcký sultanát s vládci z kasty elitních otroků. Do vývoje východního Středomoří také zasáhly křížové výpravy, dvě století trvající snaha křesťanských vojsk o získání území Svaté země. V severovýchodní oblasti islámského světa hráli nejvýznamnější roli turkičtí vládci. Do konce 12. století to byla Seldžucká říše, která mimo jiné expandovala na úkor Byzantské říše, dočasně také například východněji položená Chórezmská říše. Od konce 13. století se zde začali prosazovat Osmané, kteří expandovali až na Balkán a roku 1453 dobyli Konstantinopol, čímž nejen zanikla Byzantská říše, ale také se islám rozšířil na práh Evropy a západokřesťanského světa. Do této oblasti také dočasně, ale velmi výrazně zasáhly výboje mongolských dobyvatelů, zejména Čingischán, který vyvrátil Chórezmskou říši a islám vyznávající Tamerlán, který na začátku 15. století dočasně oslabil samotnou Osmanskou říši.

## Předislámská Arábie

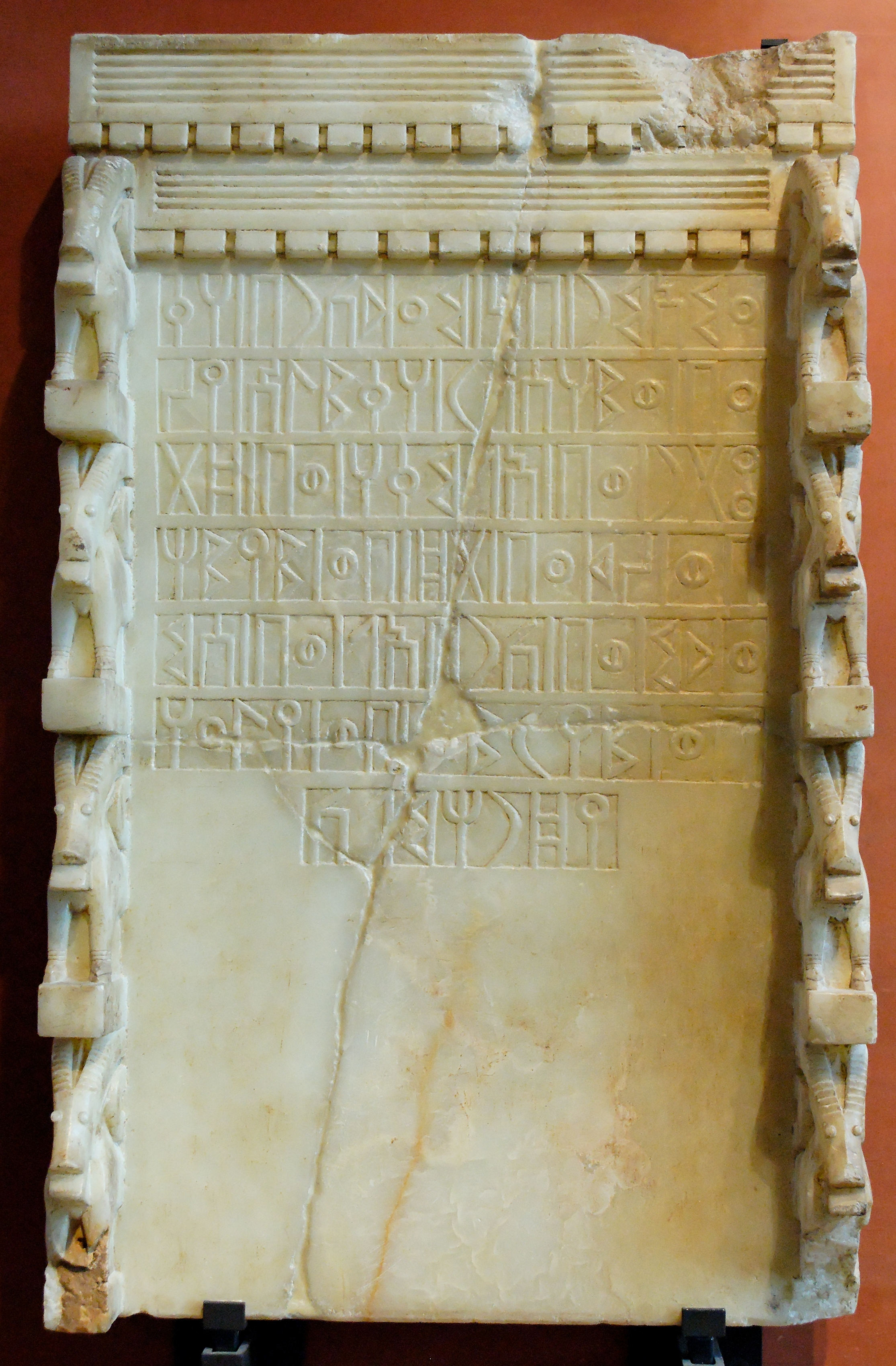
Sábský kamenný nápis ze 7. století adresovaný měsíčnímu bohu Alkmakovi, zmiňující jména dalších pěti jihoarabských bohů

Oblast Arabského poloostrova před příchodem islámu nebyla politicky, ani nábožensky jednotná. Střed poloostrova s nehostinnou pouští byl osídlen semitskými nomádskými kmeny, vyznáním většinou polyteistickými, některé však přijaly judaismus, či křesťanství. Samotné náboženství kočovníků byl primitivní animismus a náboženství pro ně v životě mnoho neznamenalo. Živobytím nomádů byl chov velbloudů a dobytka, nedílnou součástí jejich života však tvořila také válka a nájezdy proti ostatním kmenům i usedlým obyvatelům oáz. Usedlý život v oázách dal vzniknout i osadám s charakterem městských států, které se však kulturně příliš nelišily od nomádů. V oblasti jižní Arábie již ve starověku vznikaly vyspělé státy s vysokou kulturou.
Na severu od Arábie spolu soupeřily dvě velmoci – Byzantská říše a Persie. Na jejich hranicích tak vyrostly nárazníkové státy: stát Ghasánovců v Sýrii pod vlivem Byzantské říše a stát Lachmovců v Mezopotámii, který ovládali perští Sásánovci; oba státy byly arabské a křesťanské. Měly také za úkol chránit země svých pánů před nájezdy arabských kočovných kmenů. Koncem 6. a počátkem 7. století státy Ghasánovců i Lachmovců zanikly.
Posledním nezávislým státem v jižní Arábii bylo židovské Himjárské království. Himjárský král Júsuf se obrátil proti Byzantské říši, která Židy utlačovala, a zakázal průchod byzantským obchodníkům. Byzanc však potřebovala volný průchod Rudým mořem kvůli obchodu s Indií, nicméně na jihu Arábie nemohla zasáhnout přímo. Himjárskou říši tak na byzantskou žádost napadl křesťanský Aksum, který roku 525 rozdrtil Júsufovu armádu a jeho stát rozvrátil. Etiopané se poté stočili na sever, ale roku 507 u Mekky utrpěli porážku a museli z Arábie ustoupit zpět do Afriky. Jih poloostrova ovládla Persie.

## Prorok Mohamed

### Mekkánské období
Prorok Mohamed se podle tradice narodil roku 570 v Mekce, dva měsíce poté, co od Mekky odtáhla etiopská vojska (rok slona). Pocházel z rodu Hášimovců, klanu kmene Kurajšovců. Mekka byla v době Mohamedova narození prosperujícím obchodním centrem ležícím na karavanní trase mezi Středomořím a Východem, ale i poutním místem, kterému vládli Kurajšovci. Ti v náboženských poutích viděli především obchod a o samotné náboženství se nezajímali. Mohamed se již od mládí hloubavě zajímal o náboženství i sociální otázky, věnoval se náboženským obřadům a měl určité znalosti mezi Araby rozšířeného křesťanství i židovství. Přesto však neuměl číst ani psát, neovládal kromě arabštiny žádný jazyk.
Svá první vidění měl ve věku čtyřiceti let při meditacích v jeskyni hory Hirá, nedaleko Mekky. V nich mu archanděl Gabriel přikázal, aby se stal prorokem. Mohamed přednášel nejprve v soukromí svým nejbližším a po třech letech vystoupil na veřejnosti. Kurajšovci zpočátku přijali Mohameda netečně, později ho ale začali nenávidět. Kurajšovci začali Mohamedovu společnost perzekvovat, avšak Mohamedův strýc Abú Tálibovi, který sice odmítal islám, ale Mohameda i muslimy chránil před násilím ze strany Kurajšovců; část muslimů raději zvolila útěk do křesťanského Aksumu, kde byli králem Armahem vlídně přijati. Ačkoliv Armah odmítl Mohamedovu nabídku, aby přestoupil na islám, králova pohostinnost vůči muslimům na proroka učinila takový dojem, že muslimové měli od té doby zakázáno vést proti Etiopii válku. Kurajšovci v Mekce zatím Hášimovce bojkotovali celé tři roky a po smrti Abú Táliba se situace muslimů rychle stala neudržitelnou.
V roce 620 začal Mohamed vyjednávat s vůdci města Jathrib (pozdější Medína), kteří následujícího roku slíbili přestoupit na islám, pokud se stane soudcem sporů mezi jathribskými kmeny Aus a Chazradž. Mohamed nejprve roku 622 do Jathribu vyslal šedesát rodin a později, když se ho Kurajšovci pokusili zavraždit, uprchl v září s Abú Bakrem do Jathribu i on.

### Medínské období
Přesídlení proroka Muhammada z Mekky do Jathribu z roku 622 se nazývá hidžra (původní význam "přerušení kmenových vztahů a navázání nových"). Město Jathrib pak bylo na počest Muhammada přejmenováno na Madinát an-Nabí "Město Prorokovo", krátce Medína. Samotné přesídlení do Medíny znamenalo pro muslimskou moc zásadní obrat; Mohamed se kromě náboženského vůdce stal také vůdcem politickým. Ještě před Mohamedovým příjezdem do Medíny působili ve zdejším městě Mohamedem pověření misionáři a sám prorok předpokládal, že pro islám získá zdejší židy: sváteční den muslimů byl proto podle židovského vzoru určena sobota a směr modlitby k Jeruzalému. Později však poznal, že židé se k islámu přiklonit nemíní a směr modlitby změnil k Mekce a jako sváteční den byl určen pátek. Medínská obec s novým náboženstvím získala i nový společenský řád; obyvatelstvo se rozdělilo do tří skupin: mudžáhirové, Mohamedovi následovníci původem z Mekky, al-ansár – následovníci, muslimové z řad domorodých kmenů Auš a Chazradž a poslední skupinou se stali místní židé. Ti a Kurajšovci z Mekky se stali úhlavními nepřáteli, jež bylo třeba pokořit.
Muslimové začali napadat a okrádat mekkánské karavany, jež pro ně se staly součást obživy. Přepady karavan vyvrcholily v bitvu u Badru (17. března 624), kde se střetly medínské hordy s kurajšovskou armádou; navzdory přesile dokázali muslimové zvítězit a tato bitva se stala jedním z rozhodujících mezníků raného islámu. Mohamed posílil svoji pozici vůči vnitřním i vnějším nepřátelům a mohl tvrdě zakročit proti svým odpůrcům. Dalším velkým střetnutím se stala bitva u Uhudu 23. března 625, jež sice skončila taktickým mekkánským vítězstvím, avšak Kurajšovci vítězství nedokázali využít a muslimy zničit; Mohamed a jeho následovníci tak ve válce pokračovali. Kurajšovci se poté rozhodli muslimy zničit jednou pro vždy a oblehli s 10 000 vojáky Medínu, Mohamed jim však s 3000 obránci dokázal vzdorovat a po třech měsících Kurajšovci boj vzdali.
Vítězství nad Kurajšovci i přímý vojenský nátlak donutil mnohé arabské kmeny připojit se k Mohamedovi, mnohé z nich přijaly islám a Kurajšovci roku 628 uzavřeli s Mohamedem mír. Již následujícího roku však prorok využil záminky a vytáhl na Mekku, která počátkem roku 630 kapitulovala bez boje a její obyvatelé přijali islám.

### Boj s židy
Samostatnou kapitolu tvoří perzekuce židů; první kmen, Banú Kajnuká, byl vyhnán po bitvě u Badru, druhý kmen Banú an-Nadír po bitvě u Uhudu, a třetí kmen Banú Kurajza byl za své spojení s Kurajšovci při obléhání Medíny s Kurajšovci nařčen ze zrady; muži byli popraveni a ženy a děti rozděleny mezi muslimy.

## Al-Andalus a reconquista

### Córdobský emirát a chalífát

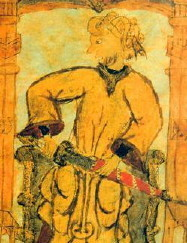
Tárik ibn Zijád dobývá Hispánii, evropská raněstředověká miniatura

Po ovládnutí větší části Pyrenejského poloostrova islámskými vojsky se do Al-Andalusu, jak byla tamější země muslimy nazývána, začali stěhovat Arabové a Berbeři. Soupeření mezi klany však vyvolávalo v zemi politickou nestabilitu, se kterou se muslimští místodržící sídlící v Córdobě (odtud pochází název státu – Córdobský emirát) nedokázali vypořádat. Stávající situace umožnila převzít zde potomkovi umajjovských chalífů Abdurrahmánovi I. vládu a ustavit zde vlastní stát nezávislý na abbásovských chalífech v Bagdádu. Za vlády jeho nástupců se hospodářství a kultura vcelku úspěšně rozvíjely, pouze stabilitu státu několikrát ohrožovaly separatistické tendence zdejší šlechty. Stát také oslabovaly nájezdy Normanů a vzpoury křesťanských poddaných. Největšího rozkvětu dosáhl Al-Andalus za vlády Abdurrahmána III., který se roku 929 prohlásil chalífou (dosud držel jen titul emíra) a stal se tak i duchovním vůdcem muslimské obce. Autorita córdobských chalífů však platila jenom v rámci území pod jejich kontrolou. Významné postavení ke konci 10. století získal v chalífátu Muhammad bin Abí Ámir, známý jako Al-Mansúr, či Evropany přezdívaný Almanzor. Ovládl tehdy mladého chalífu Hišáma II. a domohl se rozsáhlých pravomocí, takže pak vládl chalífátu jako chalífův pobočník.

### Taifas a nadvláda dynastií ze severní Afriky

Křesťanské a muslimské státy na poloostrově kolem roku 1031

Po smrti Almanzora a jeho syna Abdulmalika skončilo v Al-Andlusu vrcholné období vlády umajjovské dynastie na Pyrenejském poloostrově. Došlo k bojům o moc a chalífát se pomalu rozpadl na menší, sice hospodářsky a kulturně vyspělé, ale vojensky slabé, státní útvary zvané Taifas. Toho využily křesťanské státy na severu poloostrova a zvýšily svoje úsilí o dobytí Španělska zpět pod nadvládu křesťanstva, nazývané reconquista. Panovníci taifských království si pozvali na pomoc kmen Almorávidů, pocházejících ze severní Afriky. Ti sice dokázali na nějakou dobu útoky křesťanských států odrazit, ale území Al-Andalusu na oplátku obsadili a zavedli zde tvrdý a nábožensky netolerantní režim. Poté, co se almorávidská říše rozpadla opět v řadu menších muslimských panství a došlo opět k ohrožení španělských muslimských zemí křesťany ze severu, přišli do Al-Andalusu Almohadé, kteří opět načas zastavili postup reconquisty. Ve 13. století ovšem nastal úpadek i říše Almohadů. Její části v severní Africe i na Pyrenejském poloostrově se osamostatnily nebo byly dobyty křesťany. Posledním muslimským státem ve Španělsku se stala Granada, která byla dobyta křesťanskými vojsky až roku 1492.

## Dynastie novověké Persie

### Safíovci

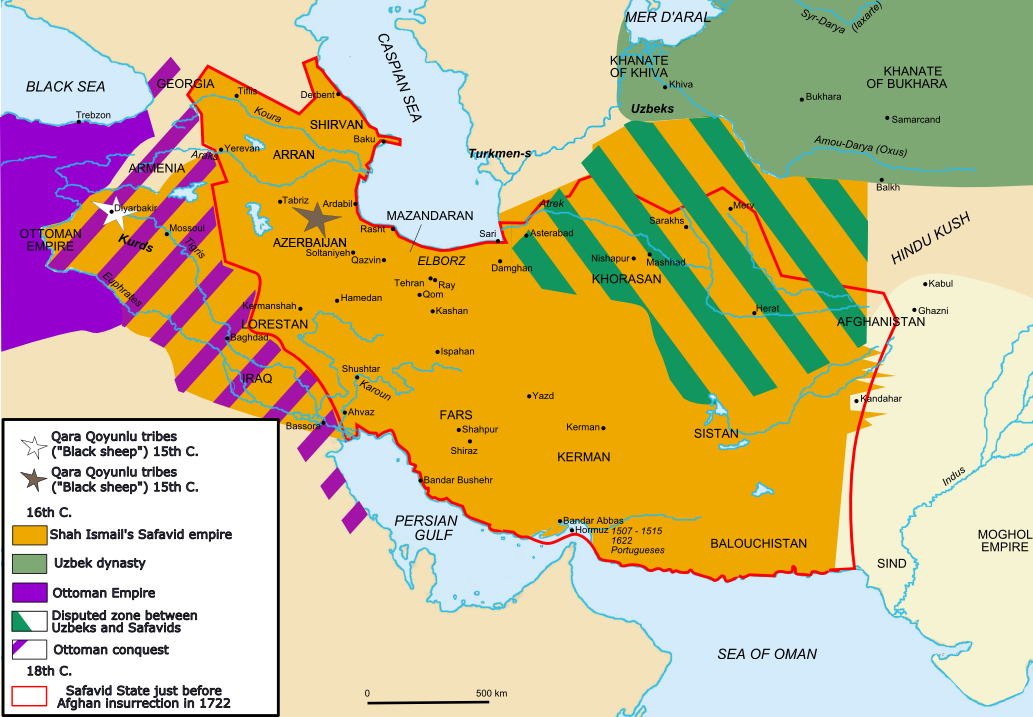
Mapa území pod kontrolou Safíovců

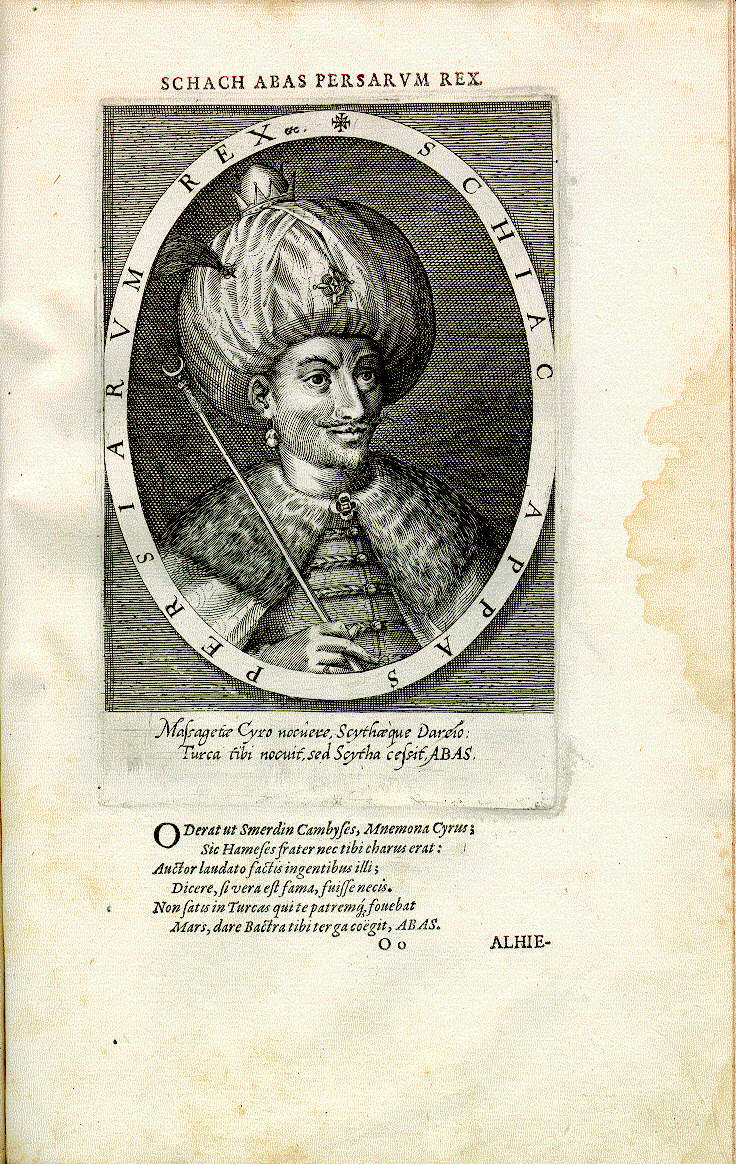
Abbás I. Veliký

Od konce 15. století se v oblasti na západ od tehdejší Persie začal formovat nový státní útvar navazující na původní perskou kulturu. K moci se v těchto místech dostali panovníci z rodu Safíovců, když po získání rozhodujícího politického vlivu byl roku 1502 prohlášen novým vládcem Safíovec Ismá‘íl. Ten vyhlásil novým státním náboženstvím šíitskou verzi islámu, čímž se íránské etnikum nově definovalo vůči okolním sunnitským mocnostem. Nový stát započal rozsáhlou územní expanzi. Byla dobyta Mezopotámie (dnešní Irák), Ázerbájdžán, oblasti centrální Persie (dnes Írán) a další území. Četné boje probíhaly zejména s Uzbeky a Osmanskou říší. Zatímco v případě Uzbeků se dočkali Safíovci vítězství, na západní hranici v boji s Osmany je čekala porážka v bitvě na Čaldiránské rovině a záhy nato i dočasná ztráta hlavního města Tabrízu. Po smrti Ismáíla I. nastoupil na trůn šáh Tahmásp. Za jeho vlády pokračovaly další boje s Uzbeky a Osmany a na severozápadě i s Gruzínci a Šírvanšáhy. Tahmásp I. zemřel roku 1576. Po jeho skonu následovaly několikaleté boje mezi uchazeči o trůn, z nichž vyšel vítězně o deset let později Abbás Mírzá, který usedl na trůn jako šáh Abbás I. později zvaný Veliký. Ten je považován za jednoho z nejvýznamnějších perských panovníků. Podařilo se mu zklidnit vnitropolitickou situaci a po uzavření míru s Osmanskou říší znovu zvítězil roku 1596 v bitvě u Herátu nad Uzbeky ohrožujícími Chorásán. Šáh také zintenzivnil styky s evropskými zeměmi, na základě pomoci Angličanů reorganizoval perskou armádu a vybavil ji množstvím pušek a několika stovkami děl. S takto posílenou armádou podnikl tažení proti Osmanům, což mu vyneslo územní zisky v oblasti Kurdistánu, Gruzii a Ázerbájdžánu. Rázně též zakročil proti Portugalcům, kteří v 16. století dobyli a opevnili ostrov Hormuz. Za Abbásovy vlády se stal novým sídelním městem Isfahán namísto dosavadního Kazvínu. Abbás I. Veliký zemřel roku 1628 a po něm nastoupil Safí I., který v zemi nastolil krutovládu. Až za jeho syna Abbáse II. došlo ke zklidnění situace a nastolení spravedlivějších poměrů. Jeho neschopní nástupci ale zavinili opětovný úpadek a rozpoutání mocenských a náboženských konfliktů. Roku 1723 se vzbouřili afghánští a balúčtí bojovníci. Ti poté získali Isfahán a povraždili zdejší obyvatele.

### Úpadek Safíovců a vláda dalších dynastií
Spolu s úpadkem rodu Safíovců se do popředí dostávaly jiné rody a získávaly vliv ve státě. Úspěšnými v tomto ohledu byli Afšárovci. Náčelník Nádirkulí Beg se zasadil o vyhnání Afghánců z Isfahánu a po soustředění moci ve svých rukou se nechal prohlásit šáhem. Vedl úspěšná tažení do Afghánistánu a Indie, nepodařilo se mu však vyřešit náboženské dogmatické rozpory mezi sunnity a šíity v zemi. Ke konci života začal utužovat svůj represivní režim. Po jeho zavraždění roku 1747 se během období rozbrojů prosadili ve státě Zandovci, a to zejména Karím Chán. Ten se sice neprohlásil šáhem, ale podržel si dominantní vliv na vládní záležitosti. Po smrti Karíma Chána následovalo nové období boje o moc, z něhož vyšel vítězně rod Kádžárovců v čele s novým panovníkem Ágá Muhammadem Chánem.

## Expanze islámu na Indický subkontinent

### První muslimské zisky
Islám se v prvních staletích po svém vzniku šířil na Indický subkontinent jen velmi pozvolna. První výraznější průnik Muhammadova učení na Indický poloostrov nastal roku 711, kdy do oblasti dnešního Pákistánu přitáhla arabská vojska v čele s Muhammadem bin Kásimem. Arabům se v následujících podařilo obsadit klíčová města Debul, Multán a Brahmanábád a pod jejich správu se dostaly rozsáhlé oblasti zejména Sindhu a Paňdžábu. Získáním těchto území se však postup muslimů do oblasti Jižní Asie na dlouhou dobu zastavil. Další výboje Arabů nastaly za Mahmúda z Ghazny, který poté, co dobyl rozsáhlé oblasti střední Asie a položil základ Ghaznovské říši, začal podnikat vpády do Indie. Vrcholem jeho výprav bylo dobytí Sómnáthu v Gudžarátu a vyloupení Šivova chrámu. Po Mahmúdově smrti výboje Ghaznovců pokračovaly, avšak v průběhu 12. století následkem vnitropolitické situace Ghaznovské říše víceméně ustaly. Proti vládnoucím Ghaznovcům totiž povstali Ghórové, kteří během několika desetiletí převzali vládu nad celou říší, čímž vznikla Ghórská říše. Jeden z jejich panovníků, Muhammad z Ghóru, podnikal výpady dále do indického vnitrozemí. Podařilo se mu zvítězit nad hinduistickým rádžou v bitvě u Taráinu a za nedlouho nato jeho svrchovanou vládu uznal i panovník z Dillí.

### Dillíský sultanát
Dillí však zůstávalo stále v rukou rádžpútských panovníků a bylo dobyto až roku 1193 Kutbuddínem Ajbakem, který učinil Dillí hlavním centrem nově vznikajícího muslimského panství na severu Indického subkontinentu. Do jeho čela se postavil sultán. U moci se průběžně vystřídalo několik dynastií, avšak pro všechna tato období až do příchodu Mughalů v polovině 16. století se vžilo jednotné označení Dillíský sultanát. Sultanátu postupně vládly dynastie Muizzí (1206–1290), Chaldží (1290–1320), Tughlakovců (1320–1413), Sajjdovců (1414-1451) a Lódíů (1451-1526). K nejvýznamnějším panovníkům té doby patřil chaldžíovec Aláuddín, který se na samém přelomu 13. a 14. století násilně chopil vlády. Provedl řadu reforem ve finančnictví i administrativě, jejichž úkolem bylo zejména podpořit jeho absolutní moc. Podnikl úspěšné válečné tažení na jih Indického subkontinentu a pod správu Dillíského sultanátu se dostaly rozsáhlé oblasti až k řece Krišně. Další vlna muslimské expanze na jih pak nastala v době Tughlakovců, kteří svou moc rozšířili až k nejjižnějšímu cípu poloostrova a na východ až k Bengálsku.

### Mughalská říše
Mughalská říše představovala vrcholné období rozmachu islámu na Indickém poloostrově. Zakladatelem této říše, někdy označované jako „říše Velkých Mughalů“, byl Bábur, z matčiny strany potomek Čingischána a z otcovy Tamerlána. Již jako dvanáctiletý se stal panovníkem malého kábulského knížectví; poté, co zkonsolidoval okolní kmeny (zejména Uzbeky), začal pomýšlet na tažení do Indie. Po několika taženích na indické území se Báburovi roku 1526 podařilo dobýt Dillí a položit tak základ Mughalské říše. Za Báburova vnuka Akbar Veliký (1542–1605) dosáhla Mughalská říše vrcholu. Akbar tíhl k náboženskému synkretismu a zpočátku zamýšlel vytvořit na svém území synkretické náboženství zvané Tauhídelláhi. O jeho náboženské toleranci svědčí např. fakt, že zrušil poplatky hinduistů, kteří navštěvovali posvátná místa na území ovládané muslimy, dále např. zmírnil šaríu ve smyslu větší tolerance vůči ostatním náboženstvím, omezil pravomoci islámského duchovenstva apod. Za panování Akbara a jeho nástupců Džahángíra a Šáhdžahána islám v Indii částečně zdomácněl i do sebe vstřebal prvky místní kultury, v této době dosáhla vrcholu mughalská architektura.
Za Aurangzéba došlo k upevňování a násilnému prosazování islámu na území Mughalů. Příslušníci jiných náboženství byli tvrdě pronásledování (vzhledem k tomu, že Mughalové byli stoupenci sunnitského islámu, pronásledování se nevyhnuli ani ší'ité), byla zavedena daň z hlavy pro nemuslimské obyvatele, muslimské duchovenstvo se těšilo výsadnímu postavení a islám se tak stal základem říše. Takovéto tvrdé pronásledování hinduismu, který byl v Indii „domácím náboženstvím“, vedlo k nacionálním náladám Indů a k jejich stále silnějšímu odporu projevujícímu se i otevřenými rebeliemi proti nadvládě Mughalů. Jedno z hlavních ohnisek odporu se nacházelo v severní Indii, kde se do čela maráthského povstání postavil Šivádží, zakladatel Maráthské říše a podle řady indických nacionálních historiků „inspirátor hinduistického odporu proti muslimskému útlaku“. Již v době Akbara začali na Indický poloostrov proudit Evropané, kteří společně se stále silnějšími vzbouřeneckými hnutími uvnitř říše a neshodami mezi dědici Aurangzébova trůnu postupně přivodili rozpad Mughalské říše. Definitivní pád Mughalů však nastal až v polovině 19. století za Bahádura Šáha II., v této době již však byla valná část Indie v rukou Britské Východoindické společnosti.

## Osmanská říše

### Situace v Malé Asii před vznikem Osmanské říše

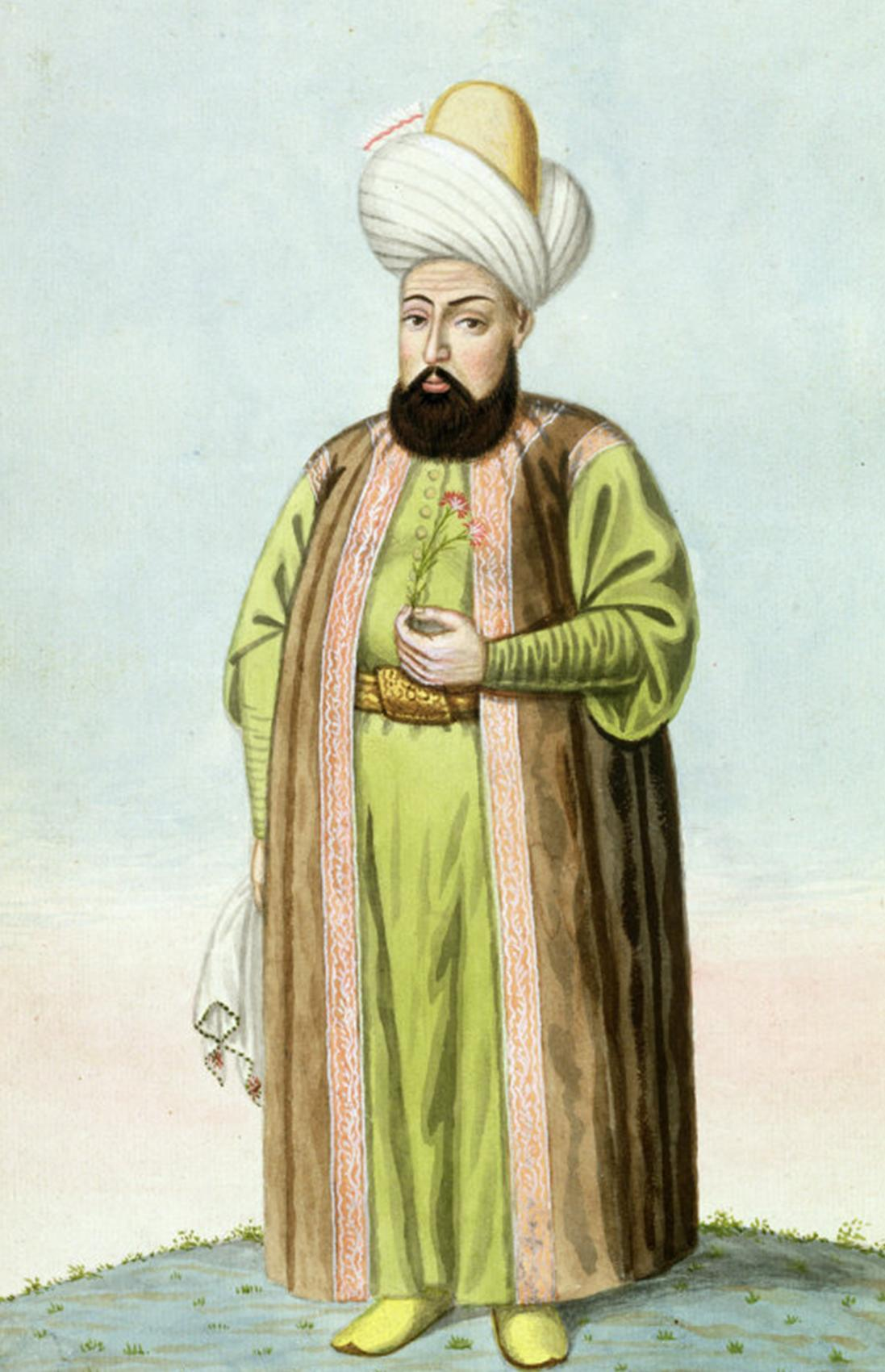
Osman, zakladatel Osmanské říše

Malá Asie a oblasti na východ od ní představovaly již od arabské expanze v 7. století místo střetu mezi Byzantskou říší a jejími muslimskými sousedy (umajjovský a abbásovský chalífát, Seldžucká říše). V letech následujících po bitvě u Mantzikertu získali vnitrozemí tohoto poloostrova Seldžukové a zřídili zde Ikonyjský nebo též Rúmský sultanát. Byzantští císaři se sice pokoušeli ztracená území dobýt zpět, ale po prohrané bitvě u Myriokefala a po čtvrté křížové výpravě roku 1204, která dobyla Konstantinopol. Přestože město nazpět dobyl císař Michael VIII. Palaiologos, obnovená Byzantská říše se již nikdy nepovznesla na mocenskou úroveň, jež měla v předchozích staletích.
Počátkem 13. století zažíval Ikonyjský sultanát hospodářský, mocenský i kulturní rozmach, avšak v pozdějších letech nastal vlivem mongolské invaze úpadek. Sultanát se v pozdějších letech dostal pod vliv mongolských Ílchánů, kteří neváhali zasahovat do vnitřních poměrů státu a udržovali nad sultány svoji svrchovanost. Po celou dobu střetů mezi Byzancí a muslimy (tedy nejčastěji s Araby a Seldžuky) existovaly při hranicích mezi oběma soupeři oblasti osazené vojenskými jednotkami, které podnikaly proti území nepřítele občasné nájezdy, a to jak v době míru, tak války. Před mongolským vpádem uteklo do Malé Asie velké množství obyvatelstva, které se usazovalo mimo jiné i v její západní části, a to právě na hranicích s Byzancí. Kočovné kmeny, které přišly z východu, zde vytvářely tak jako v předchozích staletích nárazníková pásma, marky, ze kterých podnikaly výpady na byzantské území. Spolu s úpadkem moci Ílchánů a byzantských císařů zavládla v těchto oblastech anarchie a záhy se zde vytvořilo více než dvacet malých nezávislých státečků.

### Vzestup

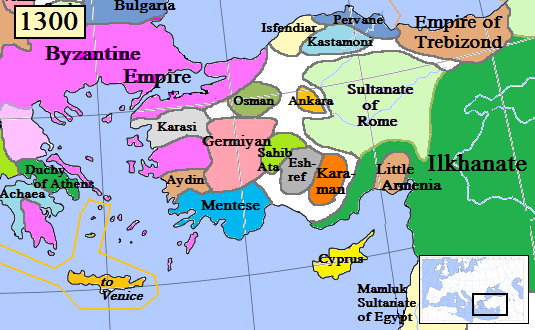
Poměry v Anatolii kolem roku 1300

Jeden z těchto státečků založil v oblasti Bithýnie Osman z kmene Oguzů. Osmanovi se podařilo zajistit si dobré vnitřní uspořádání státu spojením zájmů zdejších kočovných kmenů se zájmy městského obyvatelstva. Přestože nově vzniklý stát patřil k nejmenším z tureckých států v Malé Asii, podařilo se díky výhodné poloze začít územní expanzi na úkor Byzantské říše, kde nadále panovala nestabilní vnitropolitická situace. Osman a jeho syn Orchan, který nastoupil po smrti svého otce roku 1326, využívali tamějších byzantských velitelů posádek, jež byli často stejně jako Osmané tureckého původu a umožnili jim po předání jimi doposud bráněného města závratnou kariéru v osmanské správě. V padesátých letech 14. století začali Osmané expandovat i na evropský kontinent, když roku 1357 získali pevnost Gallipoli.
Orchanovi nástupci Murad I. a Bajezid I. pokračovali v dobývání evropského území. Vojska Osmanské říše postupně dobyla Thrákii a Makedonii, byla zničena vojenská moc Bulharů a roku 1389 došlo k bitvě na Kosově poli, v níž osmanská vojska porazila koalici srbských knížat. Přestože během bitvy sultán Murad I. zemřel, jeho syn Bajezid nadále pokračoval v dalších výbojích. Ty se týkaly i Malé Asie, zde však bylo nové území získáváno většinou dohodou mezi muslimskými vládci, než přímým vojenským zásahem. Expanze Osmanské říše vedla uherského krále Zikmunda, aby zorganizoval proti Turkům křížovou výpravu, ta však skončila roku 1396 porážkou křesťanských vojsk u Nikopole. Již v této době se Osmané mohli opřít o dvě charakteristické složky jejich vojska – lenní jízdu Sipahíjů a pěchotu Janičárů, vzniklou z křesťanských dětí, které byly násilím odvedeny, aby se poturčily a přijaly islám.
Růst říše se načas zastavil důsledkem vpádu Tamerlána, který porazil poblíž Ankary osmanskou armádu a zajal sultána Bajezida. Osmanský sultán později v zajetí zemřel. Porážka znamenala zpomalení další expanze a přechodné osamostatnění některých maloasijských území, která museli Osmané později znovu získávat zpět.